# Ahiyya
Ahiyya was een vroege soefi-orde die vooral in Klein-Azië actief was. Kenmerkend voor deze orde was het celibaat, iets wat binnen de islam verder weinig voorkomt.